# Ропство у Османском царству
Ропство у Османском царству је било легалан и значајан део привреде и традиционалног друштва Отоманског царства. Главни извори робова били су ратови и политички организовани походи ради поробљавања у јужној и источној Европи, Балкану и Кавказу. Забележено је да је продајна цена робова опадала након великих војних операција. У Константинопољу (данашњи Истанбул), административном и политичком центру Османског царства, око петине становништва 16. и 17. века чинили су робови. Царинске статистике из тих векова сугеришу да је додатни прилив робова у Истанбулу преко Црног мора могао износити око 2,5 милиона од 1453. до 1700.
Чак и након неколико мера за забрану ропства у касном 19. веку, пракса се углавном наставила несмањеном до почетка 20. века. Године 1908. робиње су се и даље продавале у Османском царству. Сексуално ропство је било централни део отоманског робовласничког система током историје установе.
Припадник османске класе робова, који се на турском зове кул, могао је да постигне висок статус. Чувари харема, евнуси и јањичари, су неке од познатијих позиција које је роб могао да има, али су робиње често биле под надзором.
Велики проценат званичника у османској влади били су купљени робови, одгајани бесплатно и чинећи саставни део успеха Отоманског царства од 14. века до 19. века. Многи службеници поседовали су бројне робове, иако је сам султан поседовао далеко највише. Одгајајући и посебно обучавајући робове као службенике у дворским школама као што је Ендерун, где су их учили да служе султану и другим образовним субјектима, Османлије су створиле администраторе са замршеним познавањем владе и фанатичном лојалношћу. Међутим, жене су играле и имале најважније улоге у институцији харема.

## Рано османско ропство
Средином 14. века, Мурат I је изградио војску робова, названу Капикулу. Нова сила је била заснована на султановом праву на петину ратног плена, што је он тумачио да укључује заробљенике одведене у борби. Заробљеници су били обучени у султанову личну службу. Систем сакупљања деце се могао сматрати обликом ропства јер су султани имали апсолутну власт над њима. Међутим, као 'слуге' или 'кулови' султана, имали су висок статус у османском друштву због своје обуке и знања. Могли су да постану највиши официри државе и војне елите, а већина регрута је била привилегована и плаћена. Иако им је наређено да прекину све везе са својим породицама, неколицина је успела да обезбеди покровитељство својим породицама код куће. Поједини босански и албански муслимани су успешно тражили укључивање њихових синова у систем.
Робовима се трговало на посебним пијацама званим Есир или Јесир која су се налазила у већини градова, централних за Османско царство. Сматра се да је султан Мехмед II Освајач успоставио прву османску пијацу робља у Цариграду 1460-их, вероватно на месту некадашње византијске пијаце робова. Према Николасу д' Николају, било је робова свих узраста и оба пола, већина је била приказана гола да би их могући купци детаљно проверили – посебно децу и младе жене.

## Османско ропство у централној и источној Европи
У данку у крви, млади хришћански дечаци са Балкана и Анадолије су одвођени из својих домова и породица, преобраћени у ислам и уврштени у најпознатију грану Капикулуа, јањичаре, посебну класу војника османске војске која је постала одлучујућа фракција у османским инвазијама на Европу. Већина војних заповедника османских снага, царских администратора и дефакто владара царства, као што је Мехмед-паша Соколовић, регрутовани су на овај начин. До 1609. године, султанове капикулу снаге су се повећале на око 100.000.
Хутеритска хроника извештава да је 1605. године, током Дугог рата, око 240 Хутерита отето из својих домова у Горњој Угарској од стране османске војске и њихових татарских савезника, и продато у османско ропство. Многи су радили у палати или лично за султана.
На основу списка поседа припадника владајуће класе који је вођен у Једрену између 1545. и 1659. године, прикупљени су следећи подаци: од 93 поседа, 41 је имало робове. Укупан број робова на поседима био је 140, 54 жене и 86 мушкараца. Њих 134 носило је муслиманска имена, 5 није дефинисано, а 1 је била хришћанка. Неки од ових робова били запослени на фармама. У закључку, владајућа класа је, због широке употребе робова ратника и због сопственог високог куповног капацитета, несумњиво била једина главна група која је одржавала тржиште робља живим у Отоманском царству.
Рурално ропство је у великој мери била ендемска појава за регион Кавказа, која је пренета у Анадолију и Румелију након сеобе Черкеза 1864. године. Сукоби су се често јављали унутар имигрантске заједнице, а османски естаблишмент интервенисао је на страни робова у селективном времену.
Кримски канат је одржавао огромну трговину робљем са Отоманским царством и Блиским истоком све до раног осамнаестог века. У низу ропских рација еуфемистички познатих као "жетва степе", Кримски Татари су поробљавали источнословенске сељаке. Државна заједница Пољске и Литваније и Русија претрпеле су низ татарских инвазија, чији је циљ био пљачкање и хватање робова, а словенски језици су чак развили и термин за османско ропство (пољ. jasyr, заснован на турским и арапским речима за хватање - есир или асир). Погранична област на југоистоку била је у стању полутрајног ратовања све до 18. века. Процењује се да су до 75% становништва Крима чинили робови или ослобођени робови. Османски путописац из 17. века Евлија Челебија је проценио да је на Криму било око 400.000 робова, али само 187.000 слободних муслимана. Пољски историчар Бохдан Барановски је претпоставио да је у 17. веку Пољско-литванска заједница (данашња Пољска, Украјина и Белорусија) губила у просеку 20.000 људи годишње а чак милион у свим годинама заједно од 1500. до 1644.

### Цене и порези
Студија тржишта робова на османском Криту даје детаље о ценама робова. Фактори као што су године, боја коже, невиност итд. значајно су утицали на цене. Најскупљи робови били су они од 10 до 35 година, са највишим ценама за европске девојке од 13 до 25 година и младиће. Јефтинији робови били су они са инвалидитетом и подсахарски Африканци. Цене на Криту кретале су се између 65 и 150 еседи гуруша. Али чак и најниже цене биле су приступачне само особама са високим приходима. На пример, 1717. је 12-годишњи дечак са менталним проблемима продан за 27 гуруша, износ за који се исте године могло купити 462 кг јагњећег меса, 933 кг хлеба или 1.385 литара млека. Године 1671. робиња је продата на Криту за 350 гуруша, док је у исто време вредност велике двоспратнице са баштом у Хањи била 300 гуруша. Плаћали су се различити порези на увоз и продају робова. Један од њих је био порез пенџик, што буквално значи једна петина. Ово опорезивање се заснивало на стиховима из Курана, према којима је једна петина ратног плена припадала Богу, Пророку и његовој породици, сирочади, онима којима је потребна помоћ и путницима. Османлије су вероватно почеле да сакупљају пенџик у време султана Мурата I (1362–1389). Пенџик је прикупљан и у новцу и у натури, укључујући и робове. У неким случајевима ратних заробљеника порез није наплаћиван. Уз ратне заробљенике, војницима и официрима су давани и робови као награда за учешће у рату.
Повратак одбеглих робова био је посао за приватне особе зване јаваци. Ко би успео да пронађе одбеглог роба, наплаћивао је од јавака хонорар за добре вести, а овај је узимао ову накнаду плус остале трошкове од власника робова. Робови су се такође могли изнајмљивати, наслеђивати, залагати, размењивати или поклањати.

## Берберске робовске рације
Вековима су се велика пловила на Медитерану ослањала на галеоте које су снабдевали османски и берберски трговци робљем. На стотине хиљада Европљана су заробили берберски гусари и продали их као робове у северној Африци и Османском царству између 16. и 19. века. Ове нападе робова су углавном спроводили Арапи и Бербери а не Турци Османлије. Међутим, током врхунца берберске трговине робљем у 16., 17., 18. веку, берберске државе су биле под османском јурисдикцијом, осим Марока, и њима су управљале османске паше. Штавише, многи робови које су заробили берберски гусари продавани су на исток на османске територије пре, током и после берберског периода османске владавине.
 Били су и бројни случајеви турских отмица.

## Занџи робови
Пошто су постојала ограничења за поробљавање муслимана и народа Књиге (јевреја и хришћана) који су живели под муслиманском влашћу, паганска подручја у Африци постала су популаран извор робова. Познати као Занџи (Банту), ови робови су углавном пореклом из региона афричких Великих језера као и из централне Африке. Занџи су били запослени у домаћинствима, на плантажама и у војсци као робови-војници. Неки су успели да постану и високи званичници, али генерално су се Занџи робови сматрали инфериорнијим од европских и кавкаских робова.Шаблон:Qn
Један од начина да Занџи робови служе на високим позицијама био је да постану евнуси у османској палати. Ову позицију је као политичко оруђе користио султан Мурат III (владао од 1574. до 1595) као покушај да дестабилизује великог везира увођењем другог извора моћи у престоницу.
Након што га је купио члан османског двора, Мула Али је представљен првом главном црном евнуху Мехмеду Аги. Захваљујући Мехмед Агином утицају, Мула Али је могао да успостави везе са истакнутим хоџама и учитељима тог времена, укључујући Хоџу Садедина (1536/37 – 1599), учитеља Мурата III. Кроз мрежу коју је изградио уз помоћ свог образовања и црних евнуха, Мула Али је рано обезбедио неколико позиција. Радио је као учитељ у Истанбулу, заменик судије и инспектор краљевских задужбина. Године 1620. Мула Али је постављен за главног судију главног града, а 1621. је постао кадијаскер, или главни судија, европских провинција и први црнац који је седео у царском већу. У то време је достигао такву моћ да га је француски амбасадор описао као особу која је заиста управљала царством.
Иако је Мула Али често био изазиван због своје боје коже и повезаности са афричким евнусима, био је у стању да се одбрани кроз своју моћну мрежу подршке и сопствене интелектуалне продукције. Као истакнути научник, написао је утицајну књигу у којој је користио логику и Куран да би разбио стереотипе и предрасуде према тамнопутим људима и да делегитимизује аргументе зашто Африканци треба да буду робови.
Данас хиљаде Афротурака, потомака Занџи робова у Османском царству, живе у модерној Турској. Афротурчин Мустафа Оплак, основао је прву званично признату организацију Афротурака, Друштво афричке културе и солидарности (тур. Afrikalılar Kültür ve Dayanışma Derneği) у Ајвалику. Олпак тврди да у савременој Турској живи око 2.000 Афротурака.

## Источноафрички робови
Долина горњег Нила и јужна Етиопија такође су били значајни извори робова у Османском царству. Иако су хришћани Етиопљани победили османске освајаче, нису се противили поробљавањем јужних пагана и муслимана све док су им османски трговци робљем плаћали порез. Пагани и муслимани из јужних етиопских области, као што су Кафа и Џима, одвођени су на север у Египатски пашалук и такође у луке на Црвеном мору како би даље били прослеђени у Арабију. Године 1838. процењено је да је 10.000 до 12.000 робова годишње стизало у Египат овим путем. Значајан број ових робова биле су младе жене, а европски путници у региону су забележили да су видели велики број етиопских робова у арапском свету у то време. Швајцарски путник Јохан Луис Буркхард проценио је да је само кроз луку Суакин сваке године пролазило 5.000 етиопских робова, који су даље били упућени ка Арабији, и додао да су већина њих биле младе жене које су на крају биле проституисане од стране њихових власника. Енглески путник Чарлс М. Даути је касније (1880-их) такође забележио етиопске робове у Арабији, и навео да су довођени у Арабију сваке године током хаџилука. У неким случајевима, етиопске робиње су биле преферираније од мушких робова.

## Робови у царском харему
Врло мало се заправо зна о Царском харему, а много од онога што се мисли да је познато је заправо претпоставка и машта. Два су главна разлога за недостатак тачних извештаја о овој теми. Прва је била баријера коју су наметнули људи из османског друштва – Османски народ није знао много о махинацијама Царског харема, због тога што је био физички непробојан, и зато што је наметано ћутање инсајдера. Други је био да су сви извештаји из овог периода били од европских путника, који нису били упознати са информацијама, а такође су инхерентно представљали западњачку пристрасност и потенцијал за погрешну интерпретацију јер су били аутсајдери османске културе. Упркос признатим пристрасностима многих од самих ових извора, скандалозне приче о Царском харему и сексуалним обичајима султана биле су популарне, чак и ако нису биле истините. Извештаји из седамнаестог века су црпели изворе како из новијег тренда из седамнаестог века, тако и из традиционалнијег стила приповедања историје, представили су изглед разоткривања претходних извештаја и разоткривања нових истина, док су наставили да пропагирају старе приче као и да стварају нове. Међутим, европски извештаји заробљеника који су служили као странице у царској палати, и извештаји, депеше и писма амбасадора који живе у Истанбулу, њихових секретара и других чланова њихових апартмана показали су се поузданијим од других европских извора. И даље, од ове групе поузданијих извора, списи Млечана у шеснаестом веку надмашили су све остале по обиму, обухватности, софистицираности и тачности.
Харем османског султана састојао се углавном од купљених робова. Султанове конкубине су углавном биле хришћанског порекла (обично Европљанке, Черкескиње или Грузијке). Већина елите царског харема укључивале су многе жене, као што су султанова мајка, префериране конкубине, деца (принчеви/принцезе) и административно особље. Административно особље палате чиниле су многе жене високог ранга, које су биле одговорне за обуку џарија за кућне послове. Мајка султана, иако технички робиња, добила је изузетно моћну титулу Валиде султан која ју је подигла до статуса владара царства (види Султанат жена). Султанова мајка је имала значајну улогу у доношењу одлука за Царски харем. Један значајан пример била је султанија Косем, ћерка грчког хришћанског свештеника, која је доминирала Османским царством током првих деценија 17. века. Рокселана (позната и као Султанија Хурем), још један значајан пример, била је омиљена супруга Сулејмана Величанственог. Многи историчари који проучавају Османско царство, ослањају се на чињеничне доказе посматрача ислама из 16. и 17. века. Огроман раст институције Харем реконструисао је каријере и улоге жена у структури моћи династије. Било је харемских жена које су биле мајке, законите супруге, калфе и конкубине османског султана. Само је шачица ових харемских жена ослобођена ропства и званично удата за султане. Ове жене су биле : Хурем султанија, Нурбану султанија, Косем султанија, Гулнуш султанија,  Безмијален султанија и Пересту султанија. Било је само 5 мајки султана које су носиле титулу Валиде султан, које су биле ослобођене робиње након што су биле конкубине султану.
Конкубине су чували поробљени евнуси, често из паганске Африке. На челу евнуха био је Кизлар-ага. Док је нека интерпретација исламског закона забрањивала емаскулацију човека, етиопски хришћани нису имали такве забране, тако су поробили припаднике територија на југу и продали настале евнухе османској Порти. Коптска оријентално-православна црква је увелико учествовала у трговини робљем евнуха. Коптски свештеници вршили су операције кастрације на дечацима старости око 8 година.
Дечаци евнуси су потом продати у Османском царству. Већина османских евнуха је претрпела кастрацију од стране Копта у манастиру Абу Гербе на планини Гебел Етер. Дечаци робови су заробљени из региона афричких Великих језера и других области у Судану као што су Дарфур и Кордофан а затим продати купцима у Египту.
Док је већина евнуха долазила из Африке, већина белих евнуха је изабрана из девширме, хришћанских дечака регрутованих са османског Балкана и анадолских Грка. За разлику од црних евнуха, који су кастрирани у месту порекла, они су кастрирани у палати. Један број евнуха из девширме заузимао је важне положаје у османској војсци и влади, као што су велики везири Хадим Али-паша, Синан-паша Боровинић и Хадим Хасан-паша.

## Османско сексуално ропство
У Османском царству, робиње у власништву мушкараца биле су сексуално доступне својим власницима, а њихова деца су сматрана легитимним као и свако дете рођено од слободне жене, међутим робиње у власништву жена по закону нису могле бити доступне мужу своје власнице. То значи да се ниједно дете робиње није могло продати или поклонити. Међутим, због екстремног сиромаштва, неки черкески робови и слободни људи у нижим класама османског друштва осећали су се принуђеним да продају своју децу у ропство; ово је обезбедило потенцијалну корист и за децу, јер је ропство такође пружало прилику за друштвену мобилност. Ако би робиња из харема затруднела, такође је постајало незаконито да буде даље продата у ропство, а слободу би стекла смрћу свог тренутног власника. Ропство је само по себи дуго било повезано са економским и експанзионистичким активностима Османског царства. Крајем осамнаестог века дошло је до значајног смањења стицања робова као резултат смањења експанзионистичких активности. Ратни напори су били велики извор набавке робова, тако да је Османско царство морало да пронађе друге методе за добијање робова јер су они били главни извор прихода унутар царства. Кавкаски рат је изазвао велики прилив черкеских робова на османском тржишту и особа скромног богатства могла је купити роба за неколико златника. У једном тренутку, черкески робови су постали најзаступљенији у царском харему.
Черкескиње, Сиријке и Нубијке су биле три примарне расе жена које су продаване као сексуалне робиње (Џарије) у Османском царству. Черкеске девојке су биле светле пути и често су биле поробљене од стране Кримских Татара а затим су продаване Отоманском царству да живе и служе у харему. Били су најскупљи, достизале су цену и до 500 фунти стерлинга, и најпопуларније код Турака. Друге по популарности биле су сиријске девојке, које су углавном долазиле из приморских региона у Анадолији. Њихова цена је достизала око 30 фунти стерлинга. Нубијске девојке су биле најјефтиније и најмање популарне, које су доносиле и до 20 фунти стерлинга. Сексуалне улоге и симболика у османском друштву функционисали су као нормална акција моћи. Харем је искључивао поробљене жене из остатка друштва.
Током 18. и 19. века, сексуална експлоатација није заузимала само централно место у османској пракси, већ и је била и критична компонента царске владавине и елитне друштвене репродукције. Дечаци су такође могли да постану сексуални робови, иако су обично радили на местима као што су купатила (хамам) и кафићи. Током овог периода, историчари су документовали мушкарце који су се упуштали у сексуално понашање са другим мушкарцима и били ухваћени. Штавише, визуелне илустрације током овог периода разоткривања содомита који је стигматизован од стране групе људи са турским дувачким инструментима показују неповезаност између сексуалности и традиције. Међутим, они који су били прихваћени постали су телакци (масери), кучеци (плесачи) или сакиси (точиоци вина) све док су били млади и голобради. Вољене су често волели бивши вољени који су били образовани и сматрани вишом класом.
Неке робиње које су биле у власништву жена продаване су као сексуалне раднице. Жене су такође куповале робове, али обично не у сексуалне сврхе, и највероватније су тражиле робове који су били лојални, здрави и имали добре домаће вештине. Међутим, постојали су извештаји о Јеврејкама које су поседовале робове и упуштале се у забрањене сексуалне односе у Каиру. Лепота је такође била цењена особина када се тражило да се купи роб јер су их често видели као објекте за показивање људима. Иако је проституција била против закона, било је веома мало забележених случајева кажњавања који су долазили на шеријатске судове за макрое, проститутке или људе који су тражили њихове услуге. Случајеви који су кажњавали проституцију обично су резултирали протеривањем проститутке или макроа из подручја у којем су се налазили. Међутим, то не значи да су те особе увек добијале благе казне. Понекад су војни званичници узимали на себе да изврше вансудске казне. То је укључивало да су макрои качени на дрвеће, уништаване су јавне куће и узнемираване су проститутке.
Османски царски харем је био сличан институцији за обуку конкубина и служио је као начин да се зближе са османском елитом. Посебно добре могућности за друштвену мобилност у царском харему имале су жене из породица нижег сталежа јер су могле да буду обучене да буду конкубине за високе војне званичнике. Конкубине су имале шансу за још већу моћ у османском друштву ако би постале миљенице султана.  Султан је држао велики број девојака као своје конкубине у Новом двору, који је био познат као палата девојака у шеснаестом и седамнаестом веку.  Ове конкубине су углавном биле младе хришћанске робиње. У извештајима се тврди да је султан држао конкубину у Новом двору два месеца, а за то време би са њом радио шта му је воља.  Сматрале би се да су подобне за султанову сексуалну пажњу све док не затрудне; ако би конкубина затруднела, султан би је могао узети за жену и преселити је у Стари двор где би се припремала за краљевско дете; ако не би затруднела до краја два месеца, била би удата за једног од султанових високих војних људи. Ако би конкубина затруднела и родила ћерку, она би се и даље могла разматрати за даљу сексуалну пажњу султана. Харемски систем је такође био важан део османско-египатског друштва; покушали су да имитирају царски харем на много начина, укључујући тајност харемског дела домаћинства, где су жене држане сакривене од мушкараца који су били изван њихове породице, чување жена од стране црних евнуха, а такође су имали и функцију обуке за конкубине.

### Сексуално ропство у геноциду над Јерменима
Пре геноцида над Јерменима, османска влада је наглашавала везу између плаћања џизије и заштићеног статуса јерменске заједнице. Међутим, апел јерменских лидера на спољне силе пре 1915. године, да притисну Османлије да изврше реформе за хришћане, касније је наведен као кршење њиховог уговора са државом, укидањем тог заштићеног статуса, укључујући заштиту од поробљавања.
Током геноцида над Јерменима, бројне Јерменке су силоване и подвргнуте сексуалном ропству, при чему су жене приморане на проституцију или насилно удате за не-Јермене, или продате као сексуалне робиње војним званичницима. Киднаповане јерменске девојке су разврстане на основу година, лепоте и брачног статуса. Први избор је дат високим османским званичницима. Један Немац је пријавио продају девојака у Рас ал Ајну и сведочио да су полицајци вршили трговину девојкама. Неколико пијаца робља је постављено у близини владиних зграда, док су јерменске заробљене сексуалне робиње држане у болници Црвеног полумесеца у Трабзону. Истраживања су показала да су Туркиње често биле саучеснице у злочинима почињеним над Јерменкама помажући у њиховој продаји у сексуално ропство.

## Пропадање и сузбијање османског ропства
Одговарајући на утицај и притисак европских земаља у 19. веку, Османско царство је почело да предузима кораке да ограничи трговину робљем, која је била правно важећа по османском закону од почетка царства. Руске власти су на Кавказу водиле једну од значајних кампања против османског ропства и трговине робљем.
Проглашен је низ уредби које су у почетку ограничавале ропство белаца, а потом и ропства свих раса и религија. Године 1830. ферман султана Махмуда II дао је слободу белим робовима. У ову категорију спадали су Черкези, који су имали обичај да продају сопствену децу, поробљени Грци који су се побунили против царства 1821. године и још неки. У покушају да се та пракса сузбије, у октобру 1854. издат је још један ферман којим се укида трговина Черкеза и Грузина.
Касније је трговина робовима забрањена у пракси применом специфичних услова ропства у шеријату, исламском закону, иако је шеријат у принципу дозвољавао ропство. На пример, према једној одредби, особа која је била заробљена не може бити држана као роб ако је већ била муслиманске вероисповести пре него што је заробљена. Штавише, робови нису могли бити легитимно заробљени без званичне објаве рата, а такву изјаву је могао дати само султан. Пошто су касни османски султани желели да зауставе ропство, они нису одобрили нападе у сврху хватања робова, и на тај начин су фактички учинили незаконитим набавку нових робова, иако су они који су већ били у ропству остали робови.
Османско царство и 16 других земаља потписале су акт бриселске конференције 1890. за сузбијање трговине робљем. Тајно ропство је опстало до почетка 20. века. Окружница Министарства унутрашњих послова из октобра 1895. упозоравала је локалне власти да су неки пароброди одузели Занџи морнарима њихове потврде о ослобођењу и бацили их у ропство. Други циркулар из исте године открива да су неки новоослобођени Занџи робови ухапшени на основу неоснованих оптужби, затворени и присиљени да се врате својим господарима.
Упутством Министарства унутрашњих послова валије из Басре из 1897. године наређено је да се деци ослобођених робова издају одвојене потврде о ослобођењу како би избегли да и сами буду поробљени и одвојени од својих родитеља. Џорџ Јанг, други секретар британске амбасаде у Константинопољу, написао је у свом Корпусу османског права, објављеном 1905. године, да се у време писања тог текста трговина робљем у Царству практиковала само као кријумчарење. Трговина се наставила све до Првог светског рата. Хенри Моргентау, старији, који је служио као амбасадор САД-а у Константинопољу од 1913. до 1916. године, записао је у својим извештајима да су постојале банде које су трговале белим робљем у том периоду. Моргентауови списи су такође потврдили извештаје да су јерменске девојке продаване као робиње током геноцида над Јерменима 1915.
Младотурци су почетком 20. века заузели став против ропства. Лични робови султана Абдула Хамида II ослобођени су 1909., али је члановима његове династије било дозвољено да задрже своје робове. Мустафа Кемал Ататурк окончао је легално ропство у Турској Републици. Турска је чекала до 1933. да ратификује конвенцију Лиге нација о сузбијању ропства из 1926. године. Без обзира на то, илегална продаја девојака је наводно настављена барем до раних 1930-их. Закон који изричито забрањује ропство коначно је усвојен 1964. године.

## Додатни извори
- Walz, Terence; Cuno, Kenneth M., ур. (2010). Race and Slavery in the Middle East: Histories of Trans-Saharan Africans in Nineteenth-century Egypt, Sudan, and the Ottoman Mediterranean. Oxford University Press. ISBN 9789774163982.
- Brooks, Francis (2019). Barbarian Cruelty: An Eye-Witness Account of White Slavery under the Moors. Blurb. ISBN 978-1389752070.
- Toledano, Ehud R. (1998). Slavery and abolition in the Ottoman Middle East. University of Washington Press. ISBN 9780295802428.
- Toledano, Ehud R. (2007). As If Silent and Absent: Bonds of Enslavement in the Islamic Middle East. Yale University Press.